# Lindsay Lohan
Lindsay Dee Lohan (New York, 2 juli 1986) is een Amerikaanse actrice, zangeres en model. Hoewel haar tweede voornaam Dee luidt, gebruikt ze soms de naam Lindsay Morgan Lohan.

## Biografie

### Jeugd
Lohan begon haar carrière als een model op driejarige leeftijd. Ze heeft in meer dan 60 reclamespotjes gespeeld. Als kindacteur was ze regelmatig te zien in soaps als Guiding Light en As the World Turns. Een jaar lang speelde ze mee als Alli Fowler in Another World. Lohan verscheen ook in Healthy Kids, een gezondheidsshow voor kinderen, samen met Dina Lohan, haar moeder en manager. Als tiener verscheen ze in twee Disney Channel-films, Life-Size en Get a Clue.

### Carrière
Ze debuteerde op het grote filmdoek in 1998 in de remake van de Disneyfilm The Parent Trap uit 1961. Hierin speelde ze de dubbelrol die toentertijd door Hayley Mills werd gespeeld. De film gaat over twee tweelingzussen (gespeeld door Lohan), die proberen hun van elkaar vervreemde ouders weer bij elkaar te brengen. De film, waarin ook Dennis Quaid en Natasha Richardson speelden, maakte Lohan bekend bij een breder publiek. Na het succes besloot ze zich terug te trekken, om haar school te kunnen afmaken en een normaal tienerleven te kunnen leiden.
Haar volgende grote film was een remake van de klassieker Freaky Friday uit 1976 die uitkwam in de zomer van 2003, waarin ze speelde naast Jamie Lee Curtis. In 2004 speelde ze twee hoofdrollen: in de Disney-film Confessions of a Teenage Drama Queen en in Mean Girls van Paramount Pictures. Lohan had hiermee haar acteertalent bewezen. Na een periode van veel persoonlijke problemen (zie verder) verscheen Lohan in juni 2008 weer op de set van een nieuwe film, Labor Pains. Lohan verscheen weer op het doek in de actiefilm Machete in de zomer van 2010.
Eind 2004 startte Lohan een carrière als zangeres. Ze zong al het lied Ultimate in de film Freaky Friday, wat een groot succes was. Halverwege 2004 tekende Lohan een contract bij Casablanca Records. Haar eerste album, Speak, werd op 7 december 2004 uitgebracht en bereikte in Amerika de nummer 4-positie in de Billboard charts. De eerste single was Rumors, gevolgd door Over. Daarna, in 2005, werd First uitgebracht. Dit was de titelsong van haar film Herbie: Fully Loaded. Haar tweede album uit, genaamd A Little More Personal, was een persoonlijk album waarin Lohan teksten gebruikt uit haar dagboek, en vertelt wat ze de laatste tijd allemaal meegemaakt heeft.
Lohan is betrokken bij liefdadigheidsprojecten zoals The Carol M. Baldwin Breast Cancer Foundation, Save the Children, The United Cerebral Palsy Association, en haar eigen liefdadigheidsorganisatie Dream Come True.

### Privéleven
Lohan heeft een tijdlang een relatie gehad met de zes jaar oudere Wilmer Valderrama, een acteur die doorbrak met zijn rol als Fez in de comedy-serie That '70s Show. Hij was, naar eigen zeggen, haar eerste grote liefde. Eind 2004 liep deze relatie ten einde. In dezelfde periode kwam ook de vader van Lohan regelmatig in het nieuws, omdat hij meermaals opgepakt werd door de politie voor onder andere agressie en drugsgebruik. Ongeveer gelijktijdig begon Lohan snel te vermageren. In een mum van tijd was ze meer dan 15 kilo afgevallen en had ze haar haar geblondeerd. Er werden zelfs sites opgericht met de titel 'Feed Lindsay'.
Tegelijkertijd werd ze gesignaleerd op het ene na het andere feestje, meestal met vriendin Nicole Richie, en gingen de verhalen rond dat ze drugs gebruikte. Tijdens de opnames van "Herbie: Fully Loaded" in 2005 zakte Lohan in elkaar vanwege uitputting en werd ze naar een ziekenhuis in Los Angeles gebracht, waar ze moest uitrusten. Ook in 2005 kwam Lohan tot driemaal toe in het nieuws vanwege autobotsingen, onder andere met de paparazzi. Vlak voor de opnamen van de seizoensfinale van de Amerikaanse show Saturday Night Live werd Lohan door medewerkers van de show erop gewezen dat ze met haar leven aan het spelen was. Ze heeft daarna gezegd dat ze op dat moment besefte dat ze verkeerd bezig was, maar dat het moeilijk was voor haar dat toe te geven. 
In januari 2006 werd Lohan opnieuw in het ziekenhuis opgenomen, omdat ze last had van zware astma-aanvallen. Ongeveer tegelijkertijd verscheen het Amerikaans magazine Vanity Fair, met Lohan op de cover. In een interview in het tijdschrift gaf ze toe dat ze aan anorexia leed en dat ze ook een paar keer drugs heeft gebruikt. Het was een openhartig interview waarin Lohan ook toegaf dat ze het moeilijk had gehad met de breuk met Wilmer, dat ze onder te veel druk van de paparazzi stond en van de familiesituatie, maar dat het nu beter gaat. Met een fotoshoot waarbij ze topless poseerde liet ze zien dat ze weer wat aangekomen was en er stukken beter uitzag. Haar uitlatingen over de eetstoornis en het drugsgebruik trok ze evenwel later in, met het argument dat haar woorden verkeerd geïnterpreteerd waren. Vanity Fair weigerde echter een rectificatie te plaatsen.
In juni 2008 meldden media dat Lohan een lesbische relatie had met Samantha Ronson en dat ze door al haar geld heen is. De actrice zou haar twee huizen hebben moeten verkopen en met haar vriendin samenwonen. Maar Lohan bleef steeds draaien om het woord 'relatie' en bekende of ontkende niets.
Toen in december 2008 de roddels ontstonden dat zij en haar vriendin Samantha uit elkaar zouden gaan, maakte ze op haar Myspace bekend dat ze niet van plan waren hun relatie te verbreken. In april 2009 gebeurde dit toch.
In januari 2017 wordt Lohan massaal gefeliciteerd door moslims, nadat zij tot de islam zou zijn bekeerd. Dit gerucht kwam de wereld in nadat zij haar Instagramaccount leeghaalde en slechts "Aleikum Salam" achterliet. Haar moeder ontkent haar bekering en stelt dat de actie enkel voortvloeide uit respect voor de Arabische cultuur. Lohan zou Arabisch studeren in Dubai.
Lohan trouwde op 3 april 2022 met Bader Shammas, met wie ze een jaar later een zoon kreeg.

### Arrestatie
Lohan was op 26 mei 2007 betrokken bij een ongeval waar de Beverly Hills Police Department haar arresteerde vanwege het rijden onder invloed. De politie vond een "bruikbare" hoeveelheid cocaïne in haar auto, ook werd ze verschillende malen betrapt op drugsgebruik.
Haar ex-vriend, de snowboarder Riley Giles, onthulde op 24 december aan het Britse weekblad "News of the World" dat Lohan seks gebruikte om haar verlangens naar drugs en drank te vergeten. De twee verbleven in de afkickkliniek in de Amerikaanse staat Utah en Lohan maakte de relatie aan de pers bekend toen ze na zestig dagen ontslagen werd uit de kliniek.

## Discografie

### Albums
| Album met eventuele hitnotering(en) in de Nederlandse Album Top 100 | Datum van verschijnen | Datum van binnenkomst | Hoogste positie | Aantal weken | Opmerkingen |
| ------------------------------------------------------------------- | --------------------- | --------------------- | --------------- | ------------ | ----------- |
| Speak                                                               | 07-12-2004            | -                     | -               | -            |             |
| A Little More Personal (Raw)                                        | 06-12-2005            | -                     | -               | -            |             |

### Singles
| Single met eventuele hitnotering(en) in de Nederlandse Top 40 | Datum van verschijnen | Datum van binnenkomst | Hoogste positie | Aantal weken | Opmerkingen                        |
| ------------------------------------------------------------- | --------------------- | --------------------- | --------------- | ------------ | ---------------------------------- |
| Rumors                                                        | 2004                  | 16-04-2005            | tip5            | -            | #31 in Single Top 100              |
| Over                                                          | 2005                  | -                     | -               | -            |                                    |
| First                                                         | 2005                  | -                     | -               | -            | titelsong van Herbie: Fully Loaded |
| Confessions of a Broken Heart (Daughter to Father)            | 2005                  | -                     | -               | -            |                                    |
| Bossy                                                         | 2008                  | -                     | -               | -            |                                    |

| Single met hitnotering(en) in de Vlaamse Ultratop 50 | Datum van verschijnen | Datum van binnenkomst | Hoogste positie | Aantal weken | Opmerkingen |
| ---------------------------------------------------- | --------------------- | --------------------- | --------------- | ------------ | ----------- |
| Rumors                                               | 2004                  | 26-02-2014            | tip4            | -            |             |